# سرجس إسفيني الأوراق
سرجس إسفيني الأوراق (الاسم العلمي: Sargassum cuneifolium) هو نوع من الطلائعيات يتبع جنس السرجس من الفصيلة السرجسية.